# Ceratinopsis bona
Ceratinopsis bona är en spindelart som beskrevs av Chamberlin och Ivie 1944. Ceratinopsis bona ingår i släktet Ceratinopsis och familjen täckvävarspindlar. Inga underarter finns listade i Catalogue of Life.